# Filmes de 1936 da Republic Pictures
Em 1936, a Republic Pictures lançou 50 produções.
Quatro desses lançamentos eram seriados, dos quais Darkest Africa foi o primeiro. Planejado como sequência de The Lost Jungle, seriado de 1934 de quem aproveita cenas de arquivo, Darkest Africa deveria ter sido exibido ainda com o selo da Mascot Pictures, um dos pequenos estúdios que se fundiram para formar a Republic. No mesmo ano, ele foi editado e lançado como um longa-metragem de 73 minutos de duração.
Por outro lado, The Bold Caballero, primeiro filme da série do Zorro, foi feito em Magnacolor, uma das primeiras tentativas do estúdio em usar cores. Já os Three Mesquiteers iniciavam sua série de 51 faroestes B com o homônimo The Three Mesquiteers.

## PrêmiosOscar
| Nenhuma produção recebeu quaisquer indicações |
| --------------------------------------------- |

## Seriados do ano
| Título original                   | Título PT/BR           | Título PT/PT                 | Astro             | Diretor                      | Episódios | Gênero            |
| --------------------------------- | ---------------------- | ---------------------------- | ----------------- | ---------------------------- | --------- | ----------------- |
| Darkest Africa                    | A Deusa de Joba        | África Negra                 | Clyde Beatty      | B. Reeves Eason, Joseph Kane | 15        | Aventura          |
| Robinson Crusoe of Clipper Island | O Novo Robinson Crusoé | Aventuras de Robinson Crusoé | Mala              | Mack V. Wright, Ray Taylor   | 14        | Aventura/Mistério |
| Undersea Kingdom                  | Império Submarino      | O Império Submarino          | Ray Corrigan      | B. Reeves Eason, Joseph Kane | 12        | Ficção científica |
| The Vigilantes Are Coming         | Vigilantes da Lei      | O Fantasma da Máscara Negra  | Robert Livingston | Mack V. Wright, Ray Taylor   | 12        | Faroeste          |

## Filmes do ano
| Título original                 | Título PT/BR               | Título PT/PT                  | Astros                             | Diretor                      | Gênero           |
| ------------------------------- | -------------------------- | ----------------------------- | ---------------------------------- | ---------------------------- | ---------------- |
| The Big Show                    | Astro por Aclamação        |                               | Gene Autry, Smiley Burnette        | Mack V. Wright               | Faroeste         |
| The Bold Caballero              | A Marca do Zorro           | A Marca de Zorro              | Robert Livingston, Heather Angel   | Wells Root                   | Ação             |
| Bulldog Edition                 |                            |                               | Ray Walker, Evalyn Knapp           | Charles Lamont               | Drama            |
| Burning Gold                    | Fogueira de Ouro           | Oiro Que Queima               | William Boyd, Judith Allen         | Sam Newfield                 | Drama            |
| Cavalry                         |                            |                               | Bob Steele, William Welch          | Robert N. Bradbury           | Faroeste         |
| Comin' Round the Mountain       | Montanha Tentadora         | Cavaleiros da Montanha        | Gene Autry, Ann Rutherford         | Mack V. Wright               | Faroeste         |
| Country Gentlemen               |                            |                               | Ole Olsen, Chic Johnson            | Ralph Staub                  | Comédia          |
| Dancing Feet                    | Eu Quero É Dançar          | Pés Que Dançam                | Ben Lyon, Joan Marsh               | Joseph Santley               | Musical          |
| Darkest Africa                  | A Deusa de Joba            | África Negra                  | Clyde Beatty, Manuel King          | B. Reeves Eason, Joseph Kane | Aventura         |
| Down to the Sea                 |                            | No Fundo do Oceano            | Russell Hardie, Ben Lyon           | Lewis D. Collins             | Drama            |
| Federal Agent                   | A Fórmula da Morte         |                               | William Boyd, Charles A. Browne    | Sam Newfield                 | Espionagem       |
| Follow Your Heart               | Segue Teu Coração          | Segue o Teu Coração           | Marion Talley, Michael Bartlett    | Aubrey Scotto                | Ópera            |
| Forbidden Heaven                | Céu Proibido               |                               | Charles Farrell, Charlotte Henry   | Reginald Barker              | Drama            |
| Frankie and Johnny              |                            |                               | Helen Morgan, Chester Morris       | Chester Erskine              | Drama            |
| The Gentleman from Louisiana    |                            |                               | Eddie Quillan, Charles 'Chic' Sale | Irving Pichel                | Policial         |
| Ghost Town Gold                 | Ouro Escondido             | O Fantasma da Cidade do Oiro  | Robert Livinston, Ray Corrigan     | Joseph Kane                  | Faroeste         |
| The Girl from Mandalay          | A Moça de Mandalais        | O Vale dos Tigres             | Conrad Nagel, Kay Linaker          | Howard Bretherton            | Drama            |
| Go-Get-'Em, Haines              | Nas Águas do Culpado       |                               | William Boyd, Sheila Terry         | Sam Newfield                 | Faroeste         |
| Guns and Guitars                | Violões e Pistolões        |                               | Gene Autry, Dorothy Dix            | Joseph Kane                  | Faroeste         |
| Happy-Go-Lucky                  |                            |                               | Phil Regan, Evelyn Venable         | Aubrey Scotto                | Musical/Drama    |
| The Harvester                   | Viver da Terra             |                               | Alice Brady, Russell Hardie        | Joseph Santley               | Drama            |
| Hearts in Bondage               |                            |                               | James Dunn, Mae Clarke             | Lew Ayres                    | Drama/Guerra     |
| Hitch Hike Lady                 | A Dama Errante             |                               | Alison Skipworth, Mae Clarke       | Aubrey Scotto                | Drama            |
| The House of a Thousand Candles | A Casa das Mil Luzes       | A Casa das Mil Luzes          | Phillips Holmes, Mae Clarke        | Arthur Lubin                 | Espionagem       |
| King of the Pecos               | O Rei do Rio Pecos         |                               | John Wayne, Muriel Evans           | Joseph Kane                  | Faroeste         |
| Laughing Irish Eyes             | Cantor e Pugilista         | Olhos Que Riem                | Phil Regan, Walter C. Kelly        | Joseph Santley               | Musical/Comédia  |
| The Lawless Nineties            | Ordem a Bala               | Os 90 Bandidos                | John Wayne, Ann Rutherford         | Joseph Kane                  | Faroeste         |
| The Leathernecks Have Landed    | Os Navais Desembarcaram    | Os Três Fuzileiros da Marinha | Lew Ayres, Isabel Jewell           | Howard Bretherton            | Aventura         |
| The Leavenworth Case            | Crime Único                |                               | Donald Cook, Jean Rouverol         | Lewis D. Collins             | Mistério         |
| The Lonely Trail                | Limpando a Zona            | A Pista Abandonada            | John Wayne, Ann Rutherford         | Joseph Kane                  | Faroeste         |
| The Mandarin Mystery            |                            |                               | Eddie Quillan, Charlotte Henry     | Ralph Staub                  | Mistério/Comédia |
| Navy Born                       | Ases da Armada             |                               | William Gargan, Claire Dodd        | Nate Watt                    | Drama            |
| Oh, Susannah!                   | O Seresteiro               |                               | Gene Autry, Smiley Burnette        | Joseph Kane                  | Faroeste         |
| The Old Corral                  | No Velho Rancho            |                               | Gene Autry, Smiley Burnette        | Joseph Kane                  | Faroeste         |
| The Oregon Trail                | O Regime Sinistro          | A Barreira de Fogo            | John Wayne, Ann Rutherford         | Scott Pembroke               | Faroeste         |
| The President's Mystery         |                            |                               | Henry Wilcoxon, Betty Furness      | Phil Rosen                   | Mistério         |
| Red River Valley                | O Vale do Paraíso          |                               | Gene Autry, Smiley Burnette        | B. Reeves Eason              | Faroeste         |
| The Return of Jimmy Valentine   | A Volta de Jimmy Valentine |                               | Roger Pryor, Charlotte Henry       | Lewis D. Collins             | Policial         |
| Ride, Ranger, Ride              | Os Invencíveis             |                               | Gene Autry, Smiley Burnette        | Joseph Kane                  | Faroeste         |
| Roarin' Lead                    | O Falso Confidente         |                               | Robert Livingston, Ray Corrigan    | Mack V. Wright               | Faroeste         |
| The Singing Cowboy              | O Cowboy Cantor            | O Bando dos Mineiros Piratas  | Gene Autry, Smiley Burnette        | Mack V. Wright               | Faroeste         |
| Sitting on the Moon             |                            |                               | Roger Pryor, Grace Bradley         | Ralph Staub                  | Musical/Comédia  |
| The Three Mesquiteers           | Em Pé de Guerra            | Os Três Valentes              | Robert Livingston, Ray Corrigan    | Ray Taylor                   | Faroeste         |
| Ticket to Paradise              | Uma Viagem ao Paraíso      |                               | Roger Pryor, Wendy Barrie          | Aubrey Scotto                | Comédia          |
| Under Cover Man                 |                            |                               | Johnny Mack Brown, Suzanne Kaaren  | Albert Ray                   | Faroeste         |
| Winds of the Wasteland          | Tenacidade                 |                               | John Wayne, Phyllis Fraser         | Mack V. Wright               | Faroeste         |